# Apodemus hyrcanicus
Apodemus hyrcanicus là một loài động vật có vú trong họ Chuột, bộ Gặm nhấm. Loài này được Vorontsov, Boyeskorov, & Mezhzherin miêu tả năm 1992.